# Chính phủ Phan Văn Khải lần 1
Chính phủ Phan Văn Khải lần 1, hay còn được gọi là Chính phủ Quốc hội khóa X là một chính phủ được Quốc hội khóa X phê chuẩn thông qua.
Người đứng đầu chính phủ là Thủ tướng Phan Văn Khải. Ông cũng như những thành viên Chính phủ khác đã được Quốc hội phê chuẩn tại kỳ họp thứ nhất, Quốc hội khóa X.
Trong giai đoạn này, Chính phủ tiếp tục nỗ lực phát triển kinh tế, hội nhập sâu rộng hơn nữa với Quốc tế.

## Thành lập
Từ ngày 20 đến ngày 29 tháng 9 năm 1997, kỳ họp thứ nhất Quốc hội khoá X họp tại Hà Nội. Tại phiên họp Quốc hội đã chính thức bầu ban lãnh đạo và thành viên của Chính phủ.

## Thành viên
| Chức vụ                                          | Họ và tên                                      | Chức vụ trong Đảng | Ghi chú                                               |
| ------------------------------------------------ | ---------------------------------------------- | ------------------ | ----------------------------------------------------- |
| Thủ tướng Chính phủ                              | Phan Văn Khải                                  |                    |                                                       |
| Phó Thủ tướng Chính phủ                          | Ngô Xuân Lộc                                   |                    |                                                       |
| Phó Thủ tướng Chính phủ                          | Nguyễn Mạnh Cầm                                |                    |                                                       |
| Phó Thủ tướng Chính phủ                          | Nguyễn Công Tạn                                |                    |                                                       |
| Phó Thủ tướng Chính phủ                          | Phạm Gia Khiêm                                 |                    |                                                       |
| Phó Thủ tướng Chính phủ                          | Nguyễn Tấn Dũng                                |                    |                                                       |
| Bộ trưởng Bộ Quốc phòng                          | Phạm Văn Trà                                   |                    |                                                       |
| Bộ trưởng Bộ Nội vụ↓ Bộ trưởng Bộ Công an        | Lê Minh Hương                                  |                    | Bộ Nội vụ đổi tên thành Bộ Công an (tháng 5 năm 1998) |
| Bộ trưởng Bộ Ngoại giao                          | Nguyễn Mạnh Cầm(đến ngày 28 tháng 1 năm 2000)  |                    | Kiêm nhiệm cùng chức Phó Thủ tướng                    |
| Bộ trưởng Bộ Ngoại giao                          | Nguyễn Dy Niên(từ ngày 28 tháng 1 năm 2000)    |                    |                                                       |
| Bộ trưởng Bộ Tư pháp                             | Nguyễn Đình Lộc                                |                    |                                                       |
| Bộ trưởng Bộ Kế hoạch và Đầu tư                  | Trần Xuân Giá                                  |                    |                                                       |
| Bộ trưởng Bộ Tài chính                           | Nguyễn Sinh Hùng                               |                    |                                                       |
| Bộ trưởng Bộ Thương mại                          | Trương Đình Tuyển                              |                    |                                                       |
| Bộ trưởng Bộ Thương mại                          | Vũ Khoan                                       |                    |                                                       |
| Bộ trưởng Bộ Công nghiệp                         | Đặng Vũ Chư                                    |                    |                                                       |
| Bộ trưởng Bộ Nông nghiệp và Phát triển nông thôn | Lê Huy Ngọ                                     |                    |                                                       |
| Bộ trưởng Bộ Thủy sản                            | Tạ Quang Ngọc                                  |                    |                                                       |
| Bộ trưởng Bộ Giao thông Vận tải                  | Lê Ngọc Hoàn                                   |                    |                                                       |
| Bộ trưởng Bộ Xây dựng                            | Nguyễn Mạnh Kiểm                               |                    |                                                       |
| Bộ trưởng Bộ Văn hóa - Thông tin                 | Nguyễn Khoa Điềm                               |                    |                                                       |
| Bộ trưởng Bộ Lao động - Thương binh và Xã hội    | Trần Đình Hoan(đến ngày 21 tháng 1 năm 1998)   |                    |                                                       |
| Bộ trưởng Bộ Lao động - Thương binh và Xã hội    | Nguyễn Thị Hằng(từ ngày 21 tháng 1 năm 1998)   |                    |                                                       |
| Bộ trưởng, Chủ nhiệm Ủy ban Gia đình và Trẻ em   | Trần Thị Thanh Thanh                           |                    |                                                       |
| Bộ trưởng, Chủ nhiệm Ủy ban Thể dục Thể thao     | Nguyễn Danh Thái                               |                    |                                                       |
| Bộ trưởng Bộ Khoa học và Môi trường              | Chu Tuấn Nhạ                                   |                    |                                                       |
| Bộ trưởng Bộ Giáo dục và Đào tạo                 | Nguyễn Minh Hiển                               |                    |                                                       |
| Bộ trưởng Bộ Y tế                                | Đỗ Nguyên Phương                               |                    |                                                       |
| Chủ nhiệm Ủy ban Dân tộc và Miền núi             | Hoàng Đức Nghi                                 |                    |                                                       |
| Thanh tra Nhà nước                               | Tạ Hữu Thanh                                   |                    |                                                       |
| Chủ nhiệm Văn phòng Chính phủ                    | Lại Văn Cử(đến ngày 15 tháng 3 năm 1999)       |                    | Thôi nhiệm vì lí do sức khỏe                          |
| Chủ nhiệm Văn phòng Chính phủ                    | Đoàn Mạnh Giao(từ ngày 15 tháng 3 năm 1999)    |                    |                                                       |
| Thống đốc Ngân hàng Nhà nước                     | Đỗ Quế Lượng(đến ngày 7 tháng 5 năm 1998)      |                    | Quyền Thống đốc                                       |
| Thống đốc Ngân hàng Nhà nước                     | Nguyễn Tấn Dũng(đến ngày 11 tháng 12 năm 1999) |                    | Kiêm nhiệm cùng chức Phó Thủ tướng                    |
| Thống đốc Ngân hàng Nhà nước                     | Lê Đức Thúy(từ ngày 11 tháng 12 năm 1999)      |                    |                                                       |